# Kende
Le kende ([ˈkɛndɛ]) ou kündü était une fonction au sein du système tribal des premiers Magyars. Les tribus étaient dirigées par un pouvoir bicéphale, dans lequel le kende était considéré comme un chef religieux, par opposition au gyula, chef militaire. Lors de l'Honfoglalás, la fonction de kende est occupée par Kurszán. Après sa mort lors d'un raid en 907, le gyula Árpád instaure un nouveau système monocéphale, à l'origine du système monarchique du futur royaume de Hongrie.